# Raschèr Saxophone Quartet
Das Raschèr Saxophone Quartet ist ein professionelles Saxophonquartett in der klassischen Besetzung mit Sopran-, Alt-, Tenor- und Baritonsaxophon. Mitglieder des Quartetts sind Christine Rall (Sopransaxophon), Morgan Webster (Altsaxophon), Andreas van Zoelen (Tenorsaxophon) und Oscar Trompenaars (Baritonsaxophon).

## Geschichte
Nachdem Marcel Mule sein vierzig Jahre bestehendes Saxophonquartett Quatuor de la Garde Républicaine aufgelöst hatte, gründete Sigurd Rascher (1907–2001) 1969 in seinem Haus in Shushan (New York) zusammen mit seiner Tochter Carina (Karin) sowie mit Bruce Weinberger und Linda Bangs das Rascher Saxophone Quartet. Gastspielreisen brachten das damals noch in den USA ansässige Ensemble in dieser Besetzung schon Anfang der 1970er-Jahre erstmals nach Westdeutschland. Das Quartett änderte seinen Namen Mitte der 1990er Jahre endgültig in die schon ab 1980 mitunter verwendete Schreibweise mit Akzent und ist heute in Freiburg ansässig.
Im Laufe der Jahre schrieben verschiedene Komponisten, z. B. Bernd Franke, Bernd Richard Deutsch, Renato Grisoni, Anders Nilsson oder Erland von Koch, Kammermusikstücke und Orchesterwerke für das Quartett.
Von 2003 bis 2007 war das Quartett Ensemble in Residence beim Theater Kiel.
Am 14. Mai 2019 verstarb Kenneth Coon (Baritonsaxophon). Der niederländische Saxophonist Oscar Trompenaars trat im September 2019 in seine Nachfolge.